# Allen (Kansas)
Pour les articles homonymes, voir Allen.
Allen est une municipalité américaine située dans le comté de Lyon au Kansas.
Lors du recensement de 2010, Allen compte 177 habitants sur une superficie de 0,27 mille carré (0,7 km2).
Le bureau de poste d'Allen est ouvert en 1854 ou 1855 par Charles Withington, sur la piste de Santa Fe,. Withington le nomme en l'honneur de son ami le pionnier Allen McGee. En 1886, la localité se déplace de quelques kilomètres pour se rapprocher du Missouri Pacific Railroad,. Elle devient une municipalité en 1909.